# Ротмистров, Павел Алексеевич
Па́вел Алексе́евич Ро́тмистров (23 июня [6 июля] 1901, Сковорово, Тверская губерния — 6 апреля 1982, Москва) — советский военный деятель, Главный маршал бронетанковых войск (28.04.1962), Герой Советского Союза (07.05.1965), доктор военных наук (1956), профессор (1958).

## Биография
Родился в деревне Сковорово Тверской губернии ныне Селижаровского района Тверской области в семье сельского кузнеца, в которой кроме Павла были ещё 8 братьев и сестёр.
Окончил четырёхлетнюю сельскую школу, и в 1916 году — Селижаровское высшее начальное училище, после чего работал на железной дороге в Пено сплавщиком леса в верховьях Волги. В 1917 году переехал в Самару, где работал грузчиком.

### В годы Гражданской войны
В апреле 1919 года, несмотря на то, что ему не было 18 лет, добровольцем вступил в ряды РККА и был зачислен в Самарский рабочий полк. После кратковременной военной подготовки участвовал в Бугурусланской операции под Бугульмой в составе Самарского рабочего полка, во время этих боёв вступил в ряды РКП(б). В конце мая был зачислен на Самарские советские военно-инженерные курсы, за время обучения участвовал в ликвидации Мелекесского восстания, заболел малярией и был отправлен в отпуск на лечение. Через месяц признан годным к службе и направлен на Западный фронт в 42-й этапный батальон 16-й армии, но принять участие в боях с белополяками не успел.
В ходе Гражданской войны принимал участие в боях против войск под командованием адмирала А. В. Колчака и советско-польской войне.
15 января 1921 года поступил в 3-ю Западную пехотную школу красных командиров в Смоленске. Во время обучения участвовал в подавлении Кронштадтского восстания в качестве пулемётчика 2-го полка отдельной сводной бригады курсантов, в числе первых ворвался в крепость, был ранен, но смог лично уничтожить пулемётную точку. В 1922 году за мужество, проявленное при штурме форта № 6 во время подавления Кронштадтского восстания, награждён орденом Красного Знамени.

### В межвоенное время
После окончания Смоленской пехотной школы был направлен в Рязань политруком роты в 149-й пехотный полк, затем переведён в Владимир политруком дивизионной конной разведки.
Осенью 1922 года был направлен в 1-ю Советскую объединённую военную школу РККА имени ВЦИК, в которой избран депутатом Московского Совета. В 1924 году окончив с отличием военную школу направлен в Ленинград на должность командира взвода 31-го стрелкового полка 11-й стрелковой дивизии. После служил на должностях командира учебного взвода полковой школы, помощника командира роты, командира роты и заместителя командира батальона в Ленинградском военном округе. С марта по октябрь 1928 года командовал батареей 11-го артиллерийского полка, после чего был направлен на учёбу в Военную академию имени М. В. Фрунзе. По окончании академии Ротмистров был назначен на должность начальника первой части штаба 36-й Забайкальской стрелковой дивизии, дислоцировавшейся в Чите.

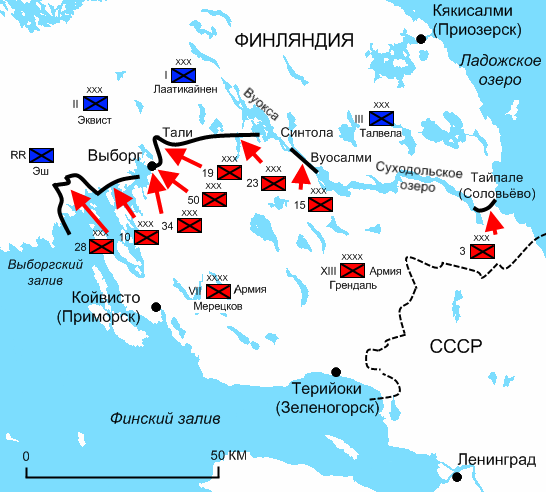
Карельский перешеек. Карта боевых действий. март 1940 года

В марте 1936 года был назначен на должность начальника первого отделения штаба Отдельной Краснознамённой Дальневосточной армии, а в июне 1937 года — на должность командира 63-го Краснознамённого стрелкового полка имени М. В. Фрунзе 21-й дважды Краснознамённой Приморской стрелковой дивизии имени С. С. Каменева. В октябре 1937 года отозван в Москву с Дальнего Востока и назначен на должность преподавателя тактики в Военной академии механизации и моторизации РККА имени И. В. Сталина.
Майор Ротмистров был исключён из ВКП(б) по обвинению в связях с «врагами народа» Пашковским, Валиным, Деревцовым, Сангурским, Радишевским, Ращупкиным, Дубовиком и другими, самоустранение от руководства работой 2-го отделения 1-го отдела штаба ОКДВА, и за то, что не перестроился в соответствии с решением февральского пленума ЦК ВКП(б). Однако обжаловал это исключение и через несколько месяцев решением Комиссии партийного контроля при ЦК ВКП(б) был восстановлен в партии, исключение было заменено на строгий выговор.
В 1939 году защитил диссертацию на соискание научной степени кандидата военных наук по одной из проблем применения танков на войне.
В начале 1940 года направлен на фронт Советско-финской войны для получения боевого опыта применения танковых войск. Официально служил командиром резервной группы Северо-Западного фронта, но по личному желанию назначен на должность командира танкового батальона 35-й легкотанковой бригады 7-й армии. Участвовал в боях в ходе прорыва «линии Маннергейма», а также под Выборгом. Вскоре был назначен на должность начальника штаба этой бригады. За успешные боевые действия в Советско-финской был награждён орденом Красной Звезды.
В декабре 1940 года назначен на должность заместителя командира 5-й танковой дивизии (3-й механизированный корпус, Прибалтийский военный округ), которая дислоцировалась в Алитусе Литовской ССР. В мае 1941 года был назначен на должность начальника штаба 3-го механизированного корпуса. Корпус дислоцировался в районе городов Каунас и Алитус Литовской ССР, и на его вооружении стояли лёгкие танки со слабым вооружением.

### В годы Великой Отечественной войны

#### 1941 год

Калининская оборонительная операция. Московская битва (1941—1942)

С началом Великой Отечественной войны принимал участие в приграничных сражениях. На пятый день войны противник окружил управление 3-го механизированного корпуса и штаб 2-й танковой дивизии, входившей в состав корпуса. Более двух месяцев Ротмистров с группой солдат и офицеров выходил из окружения по территории Литвы, Белоруссии и Брянщины.
14 сентября полковник Ротмистров был назначен на должность командира 8-й танковой бригады 11-й армии Северо-Западного фронта. Бригада была спешно создана по приказу Ставки из рабочих Кировского (Путиловского) завода города Ленинграда. В октябре бригада в составе танкового полка и мотострелкового батальона за сутки совершила марш в 250 километров от Валдая до Думаново и 14 октября подошла к деревне Каликино под Калинином. Сосредоточившись на Ленинградском шоссе на участке Медное — Калинин наряду с другими соединениями из состава оперативной группы генерала Ватутина, 8-я танковая бригада в ходе Калининской оборонительной операции несколько дней вела бой с противником, занявшим город Калинин и пытавшимся через Медное — Торжок выйти в тыл войскам Северо-Западного фронта.
16 октября противник нанёс сильный удар из района железнодорожной станции Дорошиха на Николо-Малицу, в ходе которого была прорвана оборона 934-го стрелкового полка, и к исходу дня противник вышел в район Медного. Бригаде под командованием Ротмистрова было приказано выйти к Полустову, находящемуся в 8 км северо-западнее Медного, и не допустить дальнейшего продвижения противника на Торжок. При выполнении этой задачи, после прорыва части танков и мотоциклов противника к Марьино и захвата переправы через реку Логовеж, Ротмистров решил отвести бригаду в район Лихославля.
В боевом донесении на имя генерал-полковника И. С. Конева Ротмистров так обосновывал своё решение:

«Сообщаю, 8 тбр 17.10 была атакована танковой дивизией противника при поддержке мотоциклистов и авиации, которая бомбила бригаду всё светлое время 17.10. Вследствие открытого моего правого фланга и превосходящих сил противнику удалось прорваться у с. Медное через р. Тверца и захватить вторую переправу у Марьино через р. Логовеж.
В силу сложившейся общей обстановки, общего отхода частей Красной Армии из этого района я произвел рокировку и сосредоточил бригаду в 12-15 км северо-восточнее Лихославля, в лесу, непосредственно восточнее Поторочкино».

Генерал-полковник Конев в телеграмме на имя генерал-лейтенанта Ватутина потребовал «Ротмистрова за невыполнение боевого приказа и самовольный уход с поля боя с бригадой арестовать и предать суду военного трибунала».
Генерал-лейтенант Ватутин, оценив обстановку и положение остальных соединений оперативной группы, потребовал от Ротмистрова:

«Немедленно, не теряя ни одного часа времени, вернуться в Лихославль, откуда совместно с частями 185 сд стремительно ударить на Медное, уничтожить прорвавшиеся группы противника, захватить Медное. Пора кончать с трусостью!»
В целом в боях за Калинин Ротмистров показал себя бережливым и хозяйственным командиром. Подбитые немцами танки бригады силами ремонтников снова и снова вводились в строй, и бригада, выступая в роли «пожарной команды», сыграла весомую роль в обороне своего направления.
Вскоре в составе Калининского фронта 8-я танковая бригада принимала участие в зимнем контрнаступлении советских войск под Москвой, отличившись при освобождении города Клин. В ходе наступления бригада прошла до Ржева.

#### 1942 год

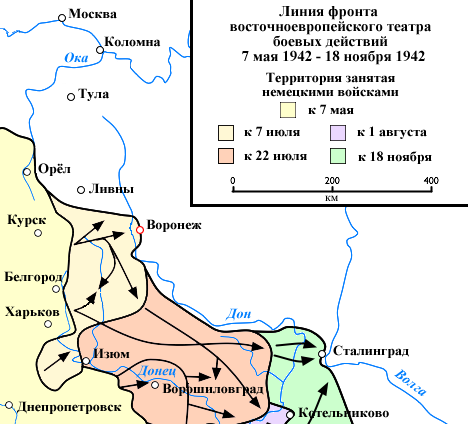
Фрагмент карты Восточного фронта: май—ноябрь 1942 года (город Воронеж выделен красным)

11 января 1942 года за массовый героизм личного состава 8-я танковая бригада была преобразована в 3-ю гвардейскую танковую бригаду, а её командир П. А. Ротмистров 5 мая был награждён орденом Ленина.
17 апреля был назначен на должность командира 7-го танкового корпуса, который формировался в районе Калинина на базе 3-й гвардейской танковой бригады. В конце июня из-за прорыва обороны советских войск противником в район Острогожска и возникшей угрозы захвата немцами Воронежа, корпус спешно был передислоцирован в район Ельца и включён в состав 5-й танковой армии под командованием генерал-майора А. И. Лизюкова.
Армии было поручено нанести контрудар по наступающей на Воронеж танковой группировке противника. При выдвижении в район Ельца 7-й танковый корпус атаковал 11-ю немецкую танковую дивизию, которую вскоре разгромил. Однако из-за неумелой и поспешной организации контрудар армии своей цели не достиг. Хорошо укомплектованные три танковых корпуса вводились в сражение с интервалом в два дня, что не позволило создать решительный перелом в боевой обстановке.
21 июля полковнику Ротмистрову был присвоено звание генерал-майора танковых войск.
25 августа 7-й танковый корпус был включен в состав 1-й танковой армии Сталинградского фронта. В сентябре корпус получил приказ совместно с 1-й гвардейской армией атаковать противника и прорваться к Сталинграду, однако неподготовленный удар окончился неудачно — за три дня боёв в корпусе из 180 танков в строю осталось 15. Корпус был выведен в резерв.
С окружением войск под командованием Паулюса под Сталинградом в ходе операции «Уран» противник 12 декабря предпринял контрудар из Котельниковского района для деблокады окружённой группировки. На помощь оборонявшимся советским войскам была направлена 2-я гвардейская армия, в состав которой был включён 7-й танковый корпус под командованием Ротмистрова. С 12 по 30 декабря корпус принимал участие в уничтожении Котельниковской группировки противника. Тяжёлые бои за овладение железнодорожной станцией Котельниково и посёлком Котельниковский длились двое суток, в течение которых корпус захватил посёлок и станцию. 28 декабря входившие в состав корпуса 87-я танковая и 7-я мотострелковая бригады с ходу захватили находившийся в 1 км от посёлка немецкий аэродром. 29 декабря за мужество и стойкость, проявленные личным составом корпуса в этих боях, 7-й танковый корпус был преобразован в 3-й гвардейский с присвоением ему почётного наименования «Котельниковский».

#### 1943 год
В январе 1943 года 3-й гвардейский танковый корпус наряду со 2-й гвардейской армией принимал участие в разгроме группы войск под командованием генерал-фельдмаршала Эриха фон Манштейна, пытавшейся деблокировать окружённую сталинградскую группировку противника, а также в освобождении города Ростов-на-Дону.
По опыту этих боёв подготовил и обосновал предложения о формировании танковых армий однородного состава (без включения в них стрелковых частей), не имеющих своих участков фронта и являющихся главным средством командующих фронтами. С этими предложениями обратился к командующему бронетанковыми и механизированными войсками РККА Я. Н. Федоренко, а затем и к Верховному Главнокомандующему И. В. Сталину, на совещании в Ставке ВГК сумел убедить его в правоте такого решения. Вскоре была издана соответствующая директива Ставки, причём командующим первой такой армией по требованию Сталина был назначен сам Ротмистров.
За умелое командование корпусом Ротмистров 9 января 1943 года был награждён орденом Суворова 2-й степени (№ 3). 22 февраля Ротмистрову было присвоено воинское звание генерал-лейтенанта танковых войск и в тот же день он был назначен на должность командующего 5-й гвардейской танковой армией.
В ходе Курской битвы 5-я гвардейская танковая армия приняла участие в завершающем этапе оборонительного сражения в составе Воронежского фронта. После того, как 10 июля группировка вермахта, наступавшая с южного фаса Курской дуги успешно преодолела главный оборонительный рубеж Воронежского фронта и вышла к железнодорожной станции Прохоровка на оперативный простор, командующий фронтом Н. Ф. Ватутин решил разгромить прорвавшиеся части мощным фронтовым контрударом и тем самым полностью переломить ход сражения в свою пользу. Для этого удара из состава Степного фронта в Воронежский фронт были переданы 5-я гвардейская танковая и 5-я гвардейская армии. 12 июля 5-я гвардейская танковая армия вошла в боевое соприкосновение с противником в районе железнодорожной станции Прохоровка, начав атаку позиций, на которых находились две немецкие танковые дивизии. В ходе сражения под Прохоровкой части 5 гв. ТА вводились в бой разрозненно, местность на предстоящем поле боя не была разведана заранее и оказалась крайне неудобна (армия шла в бой по узкому проходу между высокой железнодорожной насыпью и оврагами, перекопанному траншеями и рвами, простреливаемому противником в трёх сторон, где для атаки могли развернуться силы не более батальона), танковые бригады вводились в бой одна «в спину» другой и выбивались массированным огнём немецких танков с места и артиллерии. В воздухе над полем боя доминировала авиация противника. Имея в составе своих частей новейшие танки Тигр и PzKpfw IV (поздние модификации) с усиленной броневой защитой, непробиваемые в лоб большинством советских противотанковых орудий, с отличной оптикой предприятия Карл-Цейс, новыми мощными 88 мм танковыми пушками, а также хорошо подготовленные экипажи, немецкие танкисты последовательно выбивали боевые машины танковых частей Красной армии, которые наступали «волнами». Советским танкистам приходилось вплотную приближаться и заходить в борт к немецким танкам, чтобы поразить их, что в данной конкретной местности оказалось почти невыполнимой задачей. В составе 5-й гвардейской танковой армии почти не было тяжёлых танков, поэтому большинство немецких орудий могло поражать наши средние и лёгкие танки практически на любых дистанциях.
Фактически армия безрезультатно атаковала позиции двух неполных немецких танковых дивизий, потеряв за день боя 53 % из имевшихся 642-х танков и САУ. В то же время в результате контрудара 5-й гв. ТА и 5-й гвардейской армии немцам не удалось прорваться в тыл советских частей. Так что ценой больших потерь советским танкистам всё же удалось выполнить поставленную цель и окончательно вынудить немецкое командование на южном фасе Курской дуги отказаться от дальнейших наступательных планов, признав тем самым провал операции «Цитадель».
Тем не менее потери 5-й гв. ТА были очень высоки, что не могло быть не замечено Верховным Главнокомандованием. Только заступничество маршала Александра Василевского (по другим данным — члена Военного совета Никиты Хрущёва) спасло генерал-лейтенанта Ротмистрова от гнева Сталина. В войска для расследования причин разгрома армии была направлена комиссия во главе с Г. М. Маленковым. Впрочем, 5-я гв. ТА была практически полностью восстановлена ещё до окончания работы комиссии и вновь введена в бой. Практика «восстановления» частей и подразделений Красной армии вплоть до армий и фронтов для Верховного Главнокомандующего была совершенно обычной с лета 1941 года и в данном случае ничего особенного не произошло. Позднее Ротмистров стал одним из создателей легенды о «встречном танковом сражении» под Прохоровкой и утверждал, что только 12 июля танковые части вермахта понесли потери «в 400 боевых машин».
В Белгородско-Харьковской наступательной операции 18—23 августа 1943 года 5-я гвардейская танковая армия генерала Ротмистрова была введена в бой для завершения прорыва оборонительных рубежей в полосе 53-й армией генерала И. М. Манагарова, с ходу прорвала вторую полосу обороны немецких войск и за 5 последующих дней развивала наступление на Харьков, пройдя с боями за эти дни 80 километров. В итоге немецкое командование было вынуждено отказаться от дальнейшей обороны Харькова, и на рассвете 23 августа 1943 года в город с боем вошли советские войска.
В сентябре «восстановленная» 5-я гвардейская танковая армия под командованием генерал-лейтенанта Ротмистрова принимала участие в битве за Днепр, в Пятихатской и Знаменской операциях, а также в освобождении городов Пятихатки, Кривой Рог и Кировоград.
20 октября Ротмистрову было присвоено звание генерал-полковник танковых войск.

#### 1944 год

Уманско-Ботошанская операция.

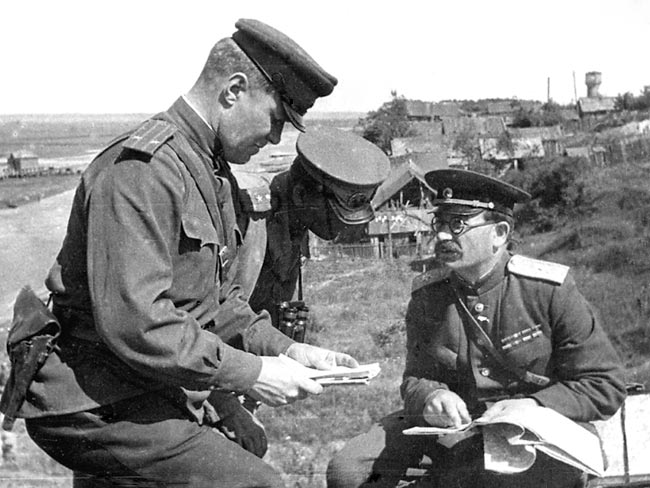
Ротмистров, 1 июля 1944 года.

В январе 1944 года армия участвовала в Кировоградской операции. В Корсунь-Шевченковской операции армия была введена в прорыв во второй половине дня 25 января и к концу дня продвинулась на 18-20 километров. Продолжая наступление в последующие дни и отбивая многочисленные контратаки противника, 28 января в районе Звенигородка она встретилась с наступавшими ей навстречу корпусами 6-й танковой армии, тем самым замкнув кольцо окружения вокруг группировки противника численностью в 10 дивизий и 1 бригаду. В течение последующих семи суток армия отбивала контрудары противника на внешнем кольце окружения, не допустив прорыва вражеских войск к окружённым войскам. 17 февраля окружённая группировка противника была полностью ликвидирована.
В этой операции действия Ротмистрова как командующего были высоко оценены командующим 2-м Украинским фронтом И. С. Коневым и Верховным Главнокомандующим И. В. Сталиным. За образцовое выполнение боевых заданий командования 21 февраля Ротмистрову присвоено воинское звание маршала бронетанковых войск.
В марте армия под командованием Ротмистрова принимала участие в Уманско-Ботошанской операции, в ходе которой за месяц боёв в условиях весенней распутицы прошла с боями более 300 километров и форсировала с ходу реку Прут. Летом армия была передана на 3-й Белорусский фронт и участвовала в Белорусской наступательной операции в июне-июле 1944 года. Когда в полосе действия 5-й армии начался успех, маршал бронетанковых войск Ротмистров ввёл свою армию в прорыв для развития успеха на Богушевском направлении. На следующий день, 26 июня, армия вышла на Минскую автомагистраль в 50 километрах западнее Орши. К исходу того же дня был освобождён районный центр Толочин.

ДИРЕКТИВА СТАВКИ ВГК № 220124 КОМАНДУЮЩЕМУ ВОЙСКАМИ 3-го БЕЛОРУССКОГО ФРОНТА, ПРЕДСТАВИТЕЛЮ СТАВКИ НА РАЗВИТИЕ ОПЕРАЦИИ И ОВЛАДЕНИЕ МИНСКОМ

28 июня 1944 г. 24 ч 00 мин

Ставка Верховного Главнокомандования приказывает:

1. Войскам 3-го Белорусского фронта с ходу форсировать р. Березина и, обходя встречающие опорные пункты противника, развивать стремительное наступление на Минск и правым крылом занять Молодечно.

2. Ставка недовольна медленными и нерешительными действиями 5 гв. ТА и относит это к плохому руководству ею со стороны тов. Ротмистрова. Ставка требует от 5 гв. ТА стремительных и решительных действий, отвечающих сложившейся на фронте обстановке…— 
В ночь на 1 июля армия под командованием Ротмистрова в ходе операции «Багратион» наряду с 11-й гвардейской и 31-й армиями вошла в Борисов и к утру полностью освободила город от противника. На другой день, пройдя более 60 километров, армия в ходе Минской операции завязала бои за северную и северо-восточную окраины Минска, после освобождения которого армия под командованием Ротмистрова в ходе Вильнюсской наступательной операции нанесла удар по группировке противника в районе Вильнюса. 13 июля вильнюсский гарнизон противника был ликвидирован, и Вильнюс был освобождён. Потери за два дня боёв, которые по вине Ротмистрова понесла 5-я гвардейская танковая армия, стали причиной того, что по требованию командующего фронтом И. Д. Черняховского маршал был снят с должности командующего армией и заменён В. Т. Вольским.
В августе Ротмистров был назначен на должность заместителя командующего бронетанковыми и механизированными войсками РККА и до конца войны в боевых действиях не участвовал.

### В послевоенные годы

Могила Ротмистрова на Новодевичьем кладбище Москвы.

После Великой Отечественной войны Ротмистров был командующим бронетанковыми и механизированными войсками в Группе советских войск в Германии, а затем в такой же должности на Дальнем Востоке.
Судья всесоюзной категории по авто-мотоспорту (1946).
С 1948 года — заместитель начальника кафедры Высшей военной академии имени К. Е. Ворошилова.
В 1953 году Ротмистров и сам окончил Высшую военную академию имени К. Е. Ворошилова, после чего стал в ней же начальником кафедры, вёл военно-педагогическую и военно-научную работу. Доктор военных наук (1956), профессор (1958). В 1958—1964 годах был начальником Военной Академии бронетанковых войск. В целях совершенствования учебного процесса активно поддерживал связь с войсками, для улучшения военно-научной работы часто организовывал творческие конференции, участвовал в разработке трудов по использованию танковых войск в бою, операции и войне в целом, а также перспективам их развития.
За заслуги перед Вооружёнными Силами в деле разработки военной теории, воспитания и подготовки офицерских кадров, в 1962 году Ротмистрову присвоено воинское звание Главного маршала бронетанковых войск.
Указом Президиума Верховного Совета СССР от 7 мая 1965 года «за умелое руководство войсками, мужество, отвагу и героизм, проявленные в борьбе с немецко-фашистскими захватчиками, и в ознаменование 20-летия победы советского народа в Великой Отечественной войне 1941—1945 гг.» главному маршалу бронетанковых войск Ротмистрову присвоено звание Героя Советского Союза с вручением ордена Ленина и медали «Золотая Звезда».
С 1964 года Ротмистров был помощником Министра обороны СССР по высшим военно-учебным заведениям, с 1968 — в Группе генеральных инспекторов Министерства обороны СССР.
Ротмистров поддерживал постоянную связь с земляками: приезжал в родные места, вёл переписку с трудящимися, молодёжью Верхневолжья. Он почётный гражданин города Калинина и посёлка Селижарово. В послевоенные годы он также жил в поселке воинской славы Трудовая-Северная: согласно постановлению Совета Народных Комиссаров СССР № 1466 «Об улучшении жилищных условий генералов и офицеров Красной Армии» от 21 июня 1945 г. местные органы исполнительной власти по распоряжению И. В. Сталина обязывались предоставить военнослужащим участки для индивидуального строительства.
Скончался маршал Ротмистров в Москве 6 апреля 1982 года. Похоронен на Новодевичьем кладбище (участок 4).

## Воинские звания
- майор (1936);
- полковник (1937);
- генерал-майор танковых войск (21.07.1942);
- генерал-лейтенант танковых войск (29.12.1942);
- генерал-полковник танковых войск (20.10.1943);
- маршал бронетанковых войск (21.02.1944);
- главный маршал бронетанковых войск (28.04.1962).

## Награды и звания

### Награды СССР
- Герой Советского Союза (07.05.1965, медаль «Золотая Звезда» № 10688)[17];
- шесть орденов Ленина (05.05.1942[18], 22.07.1944[19], 21.02.1945[20], 22.06.1961, 07.05.1965[17], 03.07.1981);
- орден Октябрьской Революции (22.06.1971);
- четыре ордена Красного Знамени (16.02.1922[4], 3.11.1944[21], 20.06.1949[22], 22.02.1968);
- орден Суворова I степени (22.02.1944))[23];
- орден Кутузова I степени (27.08.1943)[24];
- орден Суворова II степени № 2[25] (09.01.1943)[26];
- орден Красной Звезды (14.06.1940)[7];
- орден «За службу Родине в Вооружённых Силах СССР» III степени (1975);
- медаль «XX лет Рабоче-Крестьянской Красной Армии»;
- другие медали СССР;

### Иностранные награды
Монгольская Народная Республика
- орден Боевого Красного Знамени (06.07.1971)[27]
- медаль «30 лет Победы над милитаристской Японией»[27];
- медаль «30 лет Халхин-Гольской Победы»[27];
- медаль «50 лет Монгольской Народной Армии» (15.03.1971)[27];
- медаль «50 лет Монгольской Народной Революции» (16.12.1971)[27];
- медаль «40 лет Халхин-Гольской Победы» (26.11.1979)[27]

Народная Республика Болгария
- орден Народной Республики Болгария II степени (14.09.1974)[28];
- медаль «20 лет Болгарской Народной армии» (22.08.1964)[28];
- медаль «90 лет со дня рождения Георгия Димитрова» (23.02.1974)[28]

Чехословацкая Социалистическая Республика
- медаль «За укрепление дружбы по оружию» золотой степени[29]

Польская Народная республика
- два ордена «Крест Грюнвальда» III степени (24.04.1946, 19.12.1968)[30];
- командорский крест (III класса) ордена Возрождения Польши (06.10.1973)[30];
- серебряный крест ордена (V класса) Virtuti Militari (24.04.1946)[30];
- медаль «За Варшаву 1939—1945» (27.04.1946)[30];
- медаль «За Одру, Нису и Балтику» (27.04.1946)[30]

Германская Демократическая Республика
- медаль «Братство по оружию» в золоте[31]

Республика Куба
- медаль «20-я годовщина Революционных Вооружённых сил Кубы»[32]

Почётные звания:
- почётный житель города Калинина;
- почётный житель города Котельниково (Волгоградская область).
- почётный гражданин Кропивницкого
- почётный гражданин п. Прохоровка (ныне Белгородская область)

## Публикации

### Книги
- Ротмистров П. А. Танковое сражение под Прохоровкой. — М.: Воениздат, 1960. — 108 с. — (Героическое прошлое нашей Родины).
- Ротмистров П. А. Танкисты идут в бой // Рубеж великой битвы. Воспоминания участников. — Калинин: Калининское кн. изд., 1961. — С. 91—96. — 165 с. — 5000 экз.
- Ротмистров П. А. Время и танки. — М.: Воениздат, 1972. — 336 с. — (Военные мемуары). — 30 000 экз.
- Ротмистров П. А. Танки на войне. — М.: ДОСААФ, 1975. — 96 с. — (Молодежи — о Вооруженных Силах).
- Ротмистров П. А. Стальная гвардия. — М.: Воениздат, 1984. — 272 с. — (Военные мемуары). — 100 000 экз.
- Ротмистров П. А. Грозная броня // Битва за Сталинград.. — 4-е изд. — Волгоград: Нижне-Волжское книжное издательство, 1973.

### Статьи
- П. Ротмистров. Танки в ядерной войне // журнал "Наука и жизнь", № 4, 1968. стр.20-21
- Ротмистров П. А. Влияние танков на темпы наступательных операций // Военно-исторический журнал. — 1961. — Январь (№ 01). — С. 3—17. — ISSN 0321-0626.
- Ротмистров П. А. В сражении под Прохоровкой и Корсунь-Шевченковским // Военно-исторический журнал. — 1978. — Февраль (№ 02). — С. 78—84. — ISSN 0321-0626.

## Киновоплощения
1972 — киноэпопея «Освобождение» — Пётр Глебов.

## Оценки и мнения
К числу незаурядных танковых военачальников относится, несомненно, и Павел Алексеевич Ротмистров. Опираясь на свой богатый практический опыт, приобретенный на поле боя, и обширные теоретические знания, он тоже внёс заметный вклад в дело послевоенного развития танковой техники и подготовки квалифицированных командных кадров.
— Генерал армии С. М. Штеменко

## Память
- По адресу улица Горького, дом 8, где жил Ротмистров с 1944 по 1982 годы, установлена мемориальная доска.
- В Твери у Горбатого моста установлен мемориальный знак воинам 8-й танковой бригады, которой командовал Ротмистров.
- Памятная доска, посвященная Ротмистрову, установлена на здании Военной академии бронетанковых войск (ныне Общевойсковая академия ВС РФ, Москва, 1-й Краснокурсантский пр., 3/5).
- Бюст П. А. Ротмистрову установлен в Парке Героев в поселке воинской славы Трудовая Северная (в городском округе Мытищи Московской области)[34].
- Именем Ротмистрова в Москве названа улица (бывшие проектируемые проезды № 1290а и 1291) в районе Щукино (СЗАО)[35].
- Именем Ротмистрова названа улица в Минске (в микрорайоне Шабаны).
- Именем Ротмистрова названа улица в Твери (Московский район).
- Именем Ротмистрова было названо Челябинское высшее военное автомобильное командно-инженерное училище (военный институт), ныне расформированное.
- Именем П. А. Ротмистрова названа улица в п. Прохоровка (Белгородская область).
- Именем Ротмистрова названа улица в г. Котельниково Волгоградской области.
- Именем Ротмистрова названа улица в пгт. Селижарово Тверской области